# Hooidonkse Beek
De Hooidonkse Beek is een zijbeek van de Dommel.
Zij ontstaat uit twee waterlopen. De eerste begint in Mierlo (oorspronkelijk bij de kerk) en de tweede begint op de Luchense Heide als Luchense Wetering op een hoogte van 20 m. De beek wordt onder het Eindhovens Kanaal door geleid, loopt door Nuenen en mondt bij Nederwetten in de Dommel uit, iets ten noorden van de Hooydonkse watermolen. Delen van de beek worden op oude kaarten Prinsche Wetering, Papenvoortsche Loop en Lissenvensche Loop genoemd. Het verval is acht meter. Op Nuenens gebied is ze 10.092 m lang.
Hoewel de Hooidonkse beek in 1932 rechtgetrokken is, maakt ze hier en daar toch een schilderachtige indruk, bijvoorbeeld bij het Nuenens Broek en bij Lissevoort. Waar ze door de bebouwde kom van Nuenen stroomt is een park aangelegd.
De Hooidonkse Beek stroomt door de natuurgebieden Nuenens Broek en Heerendonk. Sedert 2007 wordt gewerkt aan het omvormen van het deel van deze beek tussen beide gebieden tot ecologische verbindingszone.